# Vivantia guadalupensis
Vivantia guadalupensis är en svampart som beskrevs av J.D. Rogers, Y.M. Ju & Cand. 1996. Vivantia guadalupensis ingår i släktet Vivantia och familjen kolkärnsvampar.   Inga underarter finns listade i Catalogue of Life.